# Chiesa di San Martino Vescovo (Marano Lagunare)
La chiesa di San Martino Vescovo è la parrocchiale di Marano Lagunare, in provincia ed arcidiocesi di Udine; fa parte della forania della Bassa Friulana.

## Storia
Si sa che, anticamente, a Marano Lagunare sorgeva una pieve, dedicata a San Giovanni. Questa pieve venne demolita verso la metà del XVIII secolo per far posta alla nuova parrocchiale.
L'attuale chiesa di Marano fu edificata tra il 1752 e il 1756 e consacrata il 24 giugno 1763.
L'edificio venne poi ristrutturato nel 1965.

## Descrizione
All'interno, che è ad un'unica navata, si trovano l'altare maggiore, costruito nel XVIII secolo ed impreziosito con marmi di vari colori con statue dei Santi Marco e Giustina, varie pale raffiguranti la Madonna del Rosario e Santi, San Giovanni Battista ed Apostoli e San Giuseppe con i Santi Antonio da Padova e Francesco, dipinte da Antonio Martinetti detto il Chiozzotto.